# Petrolio bianco
Il petrolio bianco (o lampante) è una miscela di idrocarburi ottenuta per distillazione del petrolio greggio. Si presenta come un liquido incolore, ed è dotato di un ottimo potere diluitivo. Sebbene il prodotto sia stabile a temperatura ambiente (evaporazione medio-lenta), la sua formulazione a base di idrocarburi e composti organici volatili (COV) rende i vapori facilmente infiammabili e conferisce al petrolio bianco un odore irritante e sgradevole.

## Usi
Il petrolio bianco trova applicazione in svariati ambiti:
- È utilizzato come diluente per vernici sintetiche (al fine di garantire una migliore adesione), è contenuto nella maggior parte degli sverniciatori, e può essere usato per rimuovere i residui di vernice dagli attrezzi;

- È utilizzato per rimuovere sporco, grasso e residui oleosi;
- È utilizzato nell'industria del legno per sciogliere cere e resine;
- In ambito meccanico è utilizzato come lubrificante e ha la proprietà di rimuovere la ruggine dalle componenti meccaniche (es. radiatore, pompa dell'acqua di autoveicoli e catena di cicli e motocicli);
- Raramente, è utilizzato come combustibile per lampade alimentate a petrolio.[2]

## Precauzioni
Il petrolio bianco contiene idrocarburi, e deve essere manipolato con cura, evitando di disperderlo nell'ambiente e di farne un uso diverso da quelli elencati. Generalmente, un tipico prodotto ha un tasso di evaporazione medio-lento, ragion per cui non è sempre necessario indossare una maschera protettiva. Occorre però indossare guanti in gomma ed occhiali protettivi a tenuta durante la manipolazione, in quanto si tratta di una sostanza nociva a contatto con gli occhi e con la pelle. Inoltre, è sempre necessario fare riferimento all'etichetta presente sul retro del prodotto e leggere attentamente le istruzioni prima dell'uso.

## Effetti sulla salute

### Inalazione
La soglia olfattiva della miscela non è ancora ben definita, ma, probabilmente, si attesta ad una concentrazione nell'aria superiore ai 2 ppm. L'inalazione dei vapori ad una concentrazione di 100 ppm provoca mal di testa, sonnolenza, nausea, vertigini ed irritazione delle vie respiratorie. Un'esposizione prolungata ad una concentrazione superiore ai 300 ppm può provocare la depressione del sistema nervoso centrale (con il rischio di danni irreversibili), che include sintomi come difficoltà di movimento, tremori, incapacità di parlare e perdita di coscienza. Infine, in base a quanto emerso dagli studi effettuati su ratti e conigli, ad una concentrazione di 2500 ppm la miscela ha portato alla morte del 50% delle specie coinvolte nell'esperimento entro 8 ore, potendo così determinare la metà della concentrazione letale dei vapori di petrolio bianco (CL50= 2500 mg/l/8h).

### Contatto con la pelle
Il contatto di piccole quantità di prodotto con la pelle umana provoca in genere danni di lieve entità, come bruciori, arrossamento e screpolature. Il contatto con gli occhi provoca in ogni caso grave irritazione. La metà della dose letale di petrolio bianco assunta per via cutanea (DL50) è di 5000 mg/kg .

### Ingestione
L'aspirazione di piccole quantità di petrolio bianco provoca bruciore di stomaco ed, eventualmente, nausea e diarrea. Se assunta in grandi quantità (più di tre sorsi), la miscela può causare un'intossicazione acuta da solventi ed essere letale anche per una singola esposizione: oltre a danneggiare le pareti di stomaco ed intestino ed essere assorbita in piccole quantità dall'organismo, può, essendo meno densa dell'aria, penetrare nei polmoni e provocare una forte irritazione degli alveoli, portando così ad una gravissima condizione clinica detta polmonite chimica (o polmonite ab ingestis). Infine, la dose letale di petrolio bianco assunta per via orale (DL50) è di 5000 mg/kg